# С-32
С-32 — советская дизель-электрическая торпедная подводная лодка серии IX-бис, С — «Средняя» времён Второй мировой войны. Построена в 1937—1940 годах, совершила 13 боевых походов на Чёрном море в том числе семь транспортных в осаждённый Севастополь. Пропала без вести в восьмом транспортном походе, по состоянию на 2022 год не обнаружена.

## История строительства
Заложена 5 октября 1937 года на заводе № 198 в Николаеве под заводским номером 348 и названием Н-32, 20 октября переименована в С-31, спущена на воду 27 апреля 1939 года. 19 июня 1940 года принята в строй, 25 июня поднят Военно-морской флаг, вошла в состав 13-го дивизиона 1-й бригады подводных лодок.

## История службы
27 июля 1940 года в результате ошибки управления протаранила боновое заграждение. Начало Великой Отечественной войны С-32 встретила в Севастополе во время прохождения гарантийного ремонта под командованием Стефана Климентьевича Павленко.

### 1941 год
15 июля 1941 года вышла в первый боевой поход на позицию к мысу Сарыч, встреч с противником не имела, 5 августа вернулась на базу.
Второй поход начался 25 августа, С-32 прибыла к мысу Эмине, ночью с 28 на 29 августа высадила разведывательную группу в составе 9 человек на болгарское побережье около устья Камчии. 31 августа обнаружила конвой, но при выходе в атаку была обнаружена и обстреляна самолётом. Ночью с 5 на 6 сентября С-32 обнаружила конвой. Командир приказал готовиться к атаке, но неправильно понявший его вахтенный старшина отдал команду на погружение лодки. До погружения только командир успел спуститься в рубочный люк и задраить его, остальные члены верхней вахты остались на мостике, и всплывшая через полторы минуты подводная лодка их уже не обнаружила, погибли четыре человека. 8 сентября лодка возвратилась на базу. Следовавший в составе злополучного конвоя итальянский танкер «Суперга» был потоплен спустя пару недель подводной лодкой Щ-211.
В третий поход С-32 вышла 10 октября и снова направилась к мысу Эмине. 16 октября был обнаружен румынский минный заградитель, ставящий мины, однако из-за слишком большой удалённости лодка не смогла выйти в атаку. 19 октября С-32 вернулась в Севастополь.
Четвёртый боевой поход прошёл 18-20 октября, С-32 находилась в районе Ялты и обстреливала занятый немецкими войсками город, выпущено 113 снарядов калибра 100 мм. Вернулась лодка уже в Поти, откуда 25-26 ноября перебазировалась в Туапсе.

### 1942 год
В январе-феврале С-32 прошла ремонт с докованием. Один из матросов погиб 13 января, подорвавшись на мине под Судаком в ходе диверсионной вылазки. Вместе с ним погиб политрук из экипажа подводной лодки Д-6.
Пятый боевой поход проходил у западного побережья Чёрного моря на позиции № 37, которая включала в себя район от Созопола и южнее. С-32 находилась в походе с 7 по 25 марта, в том числе с 9 по 23 марта — непосредственно на позиции. Встреч с судами противника не было.
В конце мая с подводной лодки были выгружены боеприпасы, часть топлива и других грузов, после чего С-32 перешла в Новороссийск для участия в снабжении осаждённого Севастополя. За семь походов она доставила в осаждённый город 320 тонн боеприпасов, 80 тонн продовольствия, 80 тонн горючего, вывезла в Новороссийск 140 человек.
- 30 мая — 1 июня: шестой боевой поход — первый в Севастополь, вернулась в Новороссийск,
- 2-4 июня: седьмой боевой поход — второй в Севастополь, вернулась в Новороссийск, после чего 5-6 июня перешла в Туапсе,
- 6-9 июня: восьмой боевой поход — третий в Севастополь, вернулась в Новороссийск,
- 10-12 июня: девятый боевой поход — четвёртый в Севастополь, вернулась в Туапсе,
- 14-16 июня: десятый боевой поход — пятый в Севастополь, на подходе к городу была безрезультатно атакована итальянской сверхмалой подводной лодкой CB-3, успешно вернулась в Новороссийск,
- 18-19 июня: одиннадцатый боевой поход — шестой в Севастополь, вернулась в Туапсе,
- 22-24 июня: двенадцатый боевой поход — седьмой в Севастополь, вернулась в Новороссийск.

26 июня 1942 года С-32 вышла в восьмой транспортный рейс в осаждённый Севастополь, после чего на связь не выходила, в Севастополь не прибыла, на базу не вернулась. На борту в качестве груза находилось 40 тонн боеприпасов и 30 тонн топлива (бензин). 11 июля 1942 года подводную лодку исключили из состава флота. На её борту в последнем походе находилось 48 человек.

## Версии гибели и поиски
По состоянию на 2022 год С-32 продолжает числиться пропавшей без вести. Возможные причины гибели:
- Атака самолёта. Согласно докладу, в районе с координатами 44°12′ с. ш. 33°48′ в. д.HGЯO немецкий He-111 (бортовой номер 6N+DL) сбросил бомбы на подводную лодку и наблюдал взрыв большой силы. Этот взрыв также слышали на находившейся неподалёку подводной лодке Щ-212.
- Взрыв груза.
- Подрыв на плавающей мине.
- Ошибка экипажа.
- Атака итальянской сверхмалой подводной лодки CB-3 15 или 26 июня — эта версия опровергается тем, что 16 июня уклонившаяся от торпед С-32 вернулась на базу, а 26 июня CB-3 вообще находилась на базе в Констанце.

В 2012 году в прессе сообщалось, что корпус С-32 обнаружен на дне к юго-западу от Ялты, однако обследование и опознание не проводились.

## Командиры
- 1939: Николай Фёдорович Клынин — командовал на этапе строительства, находясь в должности командира 13-го дивизиона подводных лодок.
- 1939—1940: Алексей Александрович Петров, ранее командовал тихоокеанской подводной лодкой Щ-108, с 1940 года назначен командиром дивизиона подводных лодок, в 1942 году переведён на Северный флот, погиб в 1943 году в боевом походе на подводной лодке М-174.
- 1940—1942: Стефан Климентьевич Павленко, ранее командовал подводной лодкой Л-6. Погиб на С-32.